# Фрезинський Борис Якович
Борис Якович Фрезинський (рос. Фрезинский Борис Яковлевич; 10 січня 1941, Ленінград, РРФСР — 3 грудня 2020) — російський літератор, історик літератури.
Автор книг «Долі Серапіонів» (2003), «Все це було в ХХ столітті» (2006), «Ілля Еренбург з фотоапаратом» (2007), «Письменники і радянські вожді» (2008), «Мозаїка єврейських доль. XX століття» (2008), «Про Іллю Еренбурга: Книги. Люди. Країни» (2013) (рос.).
Проживав в Санкт-Петербурзі.
| Література | Це незавершена стаття про літератора. Ви можете допомогти проєкту, виправивши або дописавши її. |